# الشروج (يبعث)

تعديل مصدري - تعديل

الشروج هي إحدى قرى عزلة يبعث بمديرية يبعث التابعة لمحافظة حضرموت، بلغ تعداد سكانها 550 نسمة حسب تعداد اليمن لعام 2004.